# Austrodecus (Tubidecus) excelsum
Austrodecus (Tubidecus) excelsum là một loài nhện biển trong họ Austrodecidae. Loài này thuộc chi Austrodecus. Austrodecus (Tubidecus) excelsum được miêu tả khoa học năm 1991 bởi Stock.